# Белая Берёзка
Бе́лая Берёзка — посёлок городского типа в Трубчевском районе Брянской области России, административный центр Белоберезковского городского поселения.
Распоряжением Правительства РФ от 29 июля 2014 года № 1398-р «Об утверждении перечня моногородов» муниципальное образование включено в категорию «Монопрофильные муниципальные образования Российской Федерации (моногорода) с наиболее сложным социально-экономическим положением».

## География
Расположен на юге области, на левом берегу реки Десны (бассейн Днепра), в 6 км от железнодорожной станции Витемля (на линии Орша — Хутор-Михайловский). В посёлке расположена также тупиковая станция железнодорожной ветки от станции Суземка. Вблизи посёлка расположена наиболее низкая точка рельефа Брянской области (125 м над уровнем моря).
По окраинам посёлка проходит государственная граница России и Украины.

## История
Одноимённый хутор в этой местности («под белой берёзой») известен с XIX века, однако официальной датой основания современного посёлка считается дата основания деревообрабатывающего завода — 1915 год.
Статус посёлка городского типа с 1940 года.
30 мая 2013 года Белая Берёзка удостоена почётного звания «Посёлок партизанской славы».

## Население
| 2002  | 2009  | 2010  | 2012  | 2013  | 2014  | 2015  | 2016  | 2017  |
| ----- | ----- | ----- | ----- | ----- | ----- | ----- | ----- | ----- |
| 7154  | ↘6477 | ↘6283 | ↘6156 | ↘6064 | ↘5988 | ↘5965 | ↘5855 | ↘5781 |
| 2018  | 2019  | 2020  | 2021  |       |       |       |       |       |
| ↘5656 | ↘5550 | ↗5555 | ↗5886 |       |       |       |       |       |

## Экономика
Градообразующее предприятие — «Брянский фанерный комбинат» (производит фанеру, древесно-волокнистые плиты).

## Религия
В посёлке, на ул. Аэродромной, действует Никольская церковь.

## Культура
В посёлке Белая Берёзка функционирует детская музыкальная школа, дом культуры, музей истории посёлка.
Также в ПГТ Белая Берёзка много памятников воинской славы.
- Стела партизанам и воинам-освободителям стоит в самом начале ул. Калинина. На стеле подробно описана история дореволюционного хутора, создания ДОКа, партизанских отрядов, воевавших в местных лесах.
- Памятник, посвящённый 75-летию победы в ВОВ, находится напротив администрации. Памятник украшают 20 свечей, символизирующих 2020 год, когда он и был установлен.
- Вечный огонь находится в 20 шагах от нового памятника.
- Братская могила воинов и партизан, погибших в годы ВОВ находится за зданием бывшего кинотеатра (ныне магазин «Пятёрочка»).
- Памятник погибшим воинам Ивановской дивизии находится там же, на Набережной.
- Памятник воинам-интернационалистам на территории Никольской церкви.
- Памятник «Никто не забыт, ничто не забыто» напротив Никольской церкви.
- Братская могила советских воинов и партизан, погибших в 1941—1943 гг., возле бывшего лагеря.